# Tusind plateauer
Tusind plateauer (fransk titel: Mille Plateaux) er andet bind i det filosofiske værk Kapitalisme og skizofreni af Gilles Deleuze & Félix Guattari, udgivet i 1980. Første bind, Anti-Ødipus, var ifølge Michel Foucault en "introduktion til det ikke-fascistiske liv", og desuden en kritik af den freudianske psykoanalyse.
Tusind plateauer er Deleuze og Guattaris første vedvarende forsøg på at udfolde den såkaldte skizofrene, nomadiske tænkning. Titlen er inspireret af et essay i Gregory Batesons bog Steps to an Ecology of Mind.